# Сампер-дель-Сальс
Сампер-дель-Сальс (ісп. Samper del Salz) — муніципалітет в Іспанії, у складі автономної спільноти Арагон, у провінції Сарагоса. Населення — 128 осіб (2010).
Муніципалітет розташований на відстані близько 260 км на схід від Мадрида, 46 км на південь від Сарагоси.

## Демографія
Динаміка населення (INE ):